# ATC код R
ATC код R (англ. ATC code R, «Лікарські засоби для лікування захворювань дихальної системи») — розділ системи літеро-цифрових кодів Анатомо-терапевтично-хімічної класифікації, розроблених Всесвітньою організацією охорони здоров'я для класифікації ліків та інших медичних продуктів.
- ATC код R01 — Назальні препарати
- ATC код R02 — Препарати для лікування захворювань горла
- ATC код R03 — Препарати для лікування обструктивних захворювань дихальних шляхів
- ATC код R05 — Препарати, що застосовуються при кашлі та застудних захворюваннях
- ATC код R06 — Антигістамінні препарати для системного застосування
- ATC код R07 — Інші препарати для лікування захворювань органів дихання

## Ланки
- Код R: Лікарські засоби для лікування захворювань дихальної системи